# Scimmie d'amore
Scimmie d'amore è il quinto album discografico del gruppo musicale italiano Amari, pubblicato nel 2007.

## Tracce
1. La squadra è dura al lavoro
2. Le gite fuori porta
3. Il raffreddore delle donne
4. Manager nella nebbia
5. Parole vere in un mondo vero
6. Arpegginlove
7. Ice Albergo
8. 30 anni che non ci vediamo
9. Fiamme in un bicchiere
10. Scimmie d'amore
11. E2 E45